# 푸루 (왕)
푸루(산스크리트어: पूरु)는 힌두 신화의 전설적인 왕이다. 그는 야야티 왕과 샤르미슈타의 막내 아들이며, 판다바와 카우라바의 조상 중 한 명이다. 푸루 왕은 카우샬리야와 결혼하고 그의 아들 자나메자야가 계승한다.

## 전설

### 바가바타 푸라나

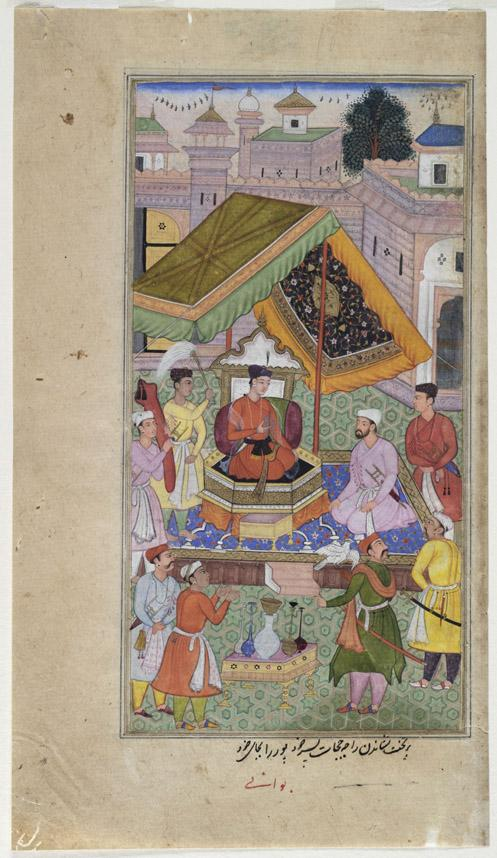
야야티에 의해 라즘나마 출신의 바와니가 만든 왕좌에 올라간 푸루

바가바타 푸라나의 9권 19장에서 푸루는 야두, 투르바수, 드루휴, 아누 네 형제를 둔 것으로 묘사된다. 그는 슈크라차리야의 저주를 받은 아버지 야야티의 노년과 자신의 젊음을 교환하여 아버지가 천년 동안 젊음을 즐길 수 있도록 한다. 그 후 야야티는 그의 저주를 되찾고 푸루를 그의 상속인으로 만든다. 그의 후계자는 프라친바트이며, 그의 아들은 프라비다이다. 그의 아들은 마나슈다.

### 마하바라타
마하바라타의 아디 파르바에서 그는 갠지스 평원에서 그의 왕국을 물려받았다고 한다. 그는 그의 아내 파우슈티에 의해 세 명의 강력한 영웅(프라비라, 이스바라 및 라우드라슈바)을 낳았다고 한다. 프라비라는 푸루를 계승했고 이후 그의 아들 마나슈가 프라비라를 계승했다.
푸루의 왕조는 푸루밤사가 되며 나중에 판다바와 카우라바가 속한 쿠루밤사로 이름이 변경되었다.

### 리그베다
또 다른 푸루는 리그베다에서 아디티와 결혼한 왕이자 아디트야의 아버지로 언급되어 있으며 사라스바티강 지역에 거주하며 통치하고 있다.

## 같이 보기
- 찬드라 왕조
- 야야티
- 파우라바

## 추가 자료
- 마하바라타, 아디파르바, 구절. 71-80.

## 참고 문헌
- Dowson, John (1888). 《A Classical Dictionary of Hindu Mythology and Religion, Geography, History, and Literature》. Trubner & Co., London.
- Mani, Vettam (1964). 《Puranic Encyclopaedia》. Motilal Banarsidas, Delhi. ISBN 0-842-60822-2.